# Георги Каракутовски
Георги Лазар Каракутовски (на македонска литературна норма: Ѓорги Лазар Каракутовски) е офицер, генерал-лейтенант от Северна Македония.

## Биография
Роден е на 21 април 1947 г. в беровското село Смоймирово. През 1966 г. завършва гимназия в Берово. През 1970 г. завършва артилерийски профил във Военната академия на Сухопътните войски на ЮНА. От 1970 до 1974 г. е командир на взвод в Мостар. Между 1974 и 1978 г. е командир на батарея в Струмица. След това до 1981 г. е заместник-командир на артилерийски дивизион. От 1981 до 1983 г. учи в Команднощабната академия в Белград. След това до 1985 г. е командир на артилерийски дивизион в Прилеп. В периода 1985 – 1991 г. е началник-щаб на смесен артилерийски полк в Прилеп и Урошевац (1991). През 1991 г. завършва Школа за национална отбрана в Белград. От 1991 до 1992 г. е началник-щаб на териториалната отбрана на Република Македония. Между 1992 и 1993 г. е началник-щаб на 3-ти армейски корпус. В периода 1993 – 2000 г. е началник-щаб на 1-ви армейски корпус. От 2000 до 2002 г. е командир на корпуса. През 2002 г. е командир на Сухопътните войски на Армията на Република Македония. От 2002 до 2004 г. е на работа в Генералния щаб на Армията на Република Македония. Излиза в запаса на 31 юли 2003 г.

## Военни звания
- Артилерийски Подпоручик (1970)
- Поручик (1973)
- Капитан (1976)
- Капитан 1 клас (1978)
- Майор (1983)
- Подполковник (1987)
- Полковник (1993)
- Бригаден генерал (1997)
- Генерал-майор (2000)
- Генерал-лейтенант (2003)

## Награди
- Орден за военни заслуги със сребърни мечове, 1975 година;
- Орден на Народната армия със златна звезда, 1979 година;
- Орден за военни заслуги със златни мечове, 1985 година;